# 四川毛尾睡鼠
四川毛尾睡鼠（学名：Chaetocauda sichuanensis）为睡鼠科的毛尾睡鼠属下的唯一动物。其种加词“sichuanensis”意为“四川的”。在中国大陆，分布于四川等地。该物种的模式产地在四川平武。